# Nanoszűrés
A nanoszűrés (NF) a membránszűrési műveletek csoportjának (amely a fordított ozmózist, a nanoszűrést, az ultraszűrést és a mikroszűrést foglalja magába) egyik ága. Az NF során a membránon keresztüli szelektív anyagtranszport hajtóereje a membrán két oldala között létrehozott nyomáskülönbség. Az alkalmazott transzmembránnyomás jellemzően 10-30 bar. A nanoszűrők vágási értéke 150 (200) – 800 (1000) Dalton közötti, elméleti pórusmérete a nanométer közeli vagy szubnanométeres tartományban mozog. Készülhetnek szerves polimer vagy szervetlen kerámiaanyagból. Bár a nanoszűrők számos hasonlóságot mutatnak mind az ultraszűrő (UF), mind a fordított ozmózis (RO) membránokkal, de a szétválasztási tulajdonságok egy olyan egyedülálló kombinációjával rendelkeznek, amely alapján jól elhatárolhatók a membránszűrés többi ágától. A legfontosabb, sajátos tulajdonságok a következőek:
- Többértékű anionok, mint például szulfát (SO42-) és foszfát (PO43-), visszatartása magas vagy közel teljes.
- A nátrium-klorid-visszatartás alacsony, jellemzően a 0% és 70% közötti tartományban mozog. (A Donnan-hatás következményeként egyes esetekben negatív NaCl-visszatartás is megfigyelhető.)
- A töltéssel nem rendelkező oldott anyagok visszatartása elsősorban az adott molekula méretétől (pontosabban a molekulaméret és az adott NF membrán elméleti pórusméretének viszonyától) függ.

## Története
Bár a ma nanoszűrőkként ismert polimer membránok első generációját már az 1970-es években kereskedelmi forgalomba helyezték, ezekre kezdetben nyitott-RO (angolul „loose/open RO”) ill. zárt-UF (angolul „tight UF”) membránokként hivatkoztak. Magát a nanoszűrés ( angolul nanofiltration) kifejezést a FilmTec Corporation (ma Dow Chemical Company) használta először az 1980-as években egy olyan polimer membránjuk marketingkampánya során, amely alacsony klorid- és magas szulfátvisszatartás mellett meglepően magas vízfluxussal rendelkezett – azaz olyan tulajdonságokkal bírt, amik kombinációja sem az addig ismert RO-, sem az UF-membránokra nem volt jellemző. A „nanoszűrés” kifejezést akadémiai kutatók és ipari membrános szakemberek is átvették, s pár év alatt elterjedt a világon. Ma már a nanoszűrés kifejezés nem csupán egy membránanyagot jelöl, hanem egy eljárást: a nanoszűrés a membrános műveletek egy önálló ága.

## Alkalmazási területek
| Ipar / részterület               | Kezelendő oldat                                          | Feladat                                                           | Visszatartott főbb komponensek                                                            | Átengedett főbb komponensek                                 | Forrás |
| -------------------------------- | -------------------------------------------------------- | ----------------------------------------------------------------- | ----------------------------------------------------------------------------------------- | ----------------------------------------------------------- | ------ |
| Élelmiszeripar/ cukorgyártás     | színanyagok eltávolításához használt ioncserélők eluense | eluensek regenerálása, KOI csökkentés                             | színanyagok                                                                               | víz, NaCl                                                   | [ 5 ]  |
| Élelmiszeripar/ tejipar          | tejsavó ill. tejsavó UF permeátuma                       | elősűrítés és (részleges) sótlanítás                              | fehérjék, laktóz, ásványi sók (főleg többértékű sók)                                      | sók jelentős része                                          | [ 6 ]  |
| Biotechnológia/ gyógyszergyártás | (előkezelt/előszűrt) fermentlé                           | antibiotikumok (200-1200 Da) kinyerése                            | polipeptidek, aminoglikozidok, tetraciklinek, makrolidek                                  | médium kis molekulaméretű komponensei (<<200-1200 Da), sók  | [ 7 ]  |
| Biotechnológia/ gyógyszergyártás | (gazdasejtektől megtisztított) fermentlé                 | vakcina-vírusok besűrítése és tisztítása                          | vírusok                                                                                   | médium komponensei, kis molekulatömegű metabolitok          | [ 8 ]  |
| Vegyipar/ textilipar             | ipari szennyvíz kezelése                                 | színanyagok és vegyszerek visszaforgatása a termelésbe            | színanyagok/pigmentek, polivinil-alkohol                                                  | egyértékű ionok nagy része, többértékű ionok kis része      | [ 9 ]  |
| Vegyipar/ olajipar               | kenőolaj oldószeres extraktuma                           | oldószerek visszaforgatása, kenőolaj kinyerés                     | kenőolaj frakció (paraffinok)                                                             | oldószerek (toluol, MEK)                                    | [ 10 ] |
| Vegyipar/ vízkezelés             | felszíni és felszín alatti vizek                         | kis molekulaméretű szennyezőanyagok (>100-500 g/mol) eltávolítása | szerves (szín-, szag-) anyagok, huminsavak, peszticidek, keménységért felelős sók (CaCO3) | víz, egyértékű ionok nagy része, többértékű ionok kis része | [ 11 ] |
| Vegyipar/ vízkezelés             | kazántápvíz                                              | vízkeménység csökkentése                                          | ásványi sók (főleg többértékű sók)                                                        | víz, egyértékű sók jelentős része                           | [ 12 ] |